# NGC 5054
NGC 5054 је спирална галаксија у сазвежђу Девица која се налази на NGC листи објеката дубоког неба.
Деклинација објекта је - 16° 38' 5" а ректасцензија 13h 16m 58,3s. Привидна величина (магнитуда) објекта NGC 5054 износи 10,9 а фотографска магнитуда 11,7. Налази се на удаљености од 21 милиона парсека од Сунца. NGC 5054 је још познат и под ознакама MCG -3-34-39, UGCA 344, IRAS 13142-1622, PGC 46247.